# Герб Підгородного
Герб Підгородного — офіційний геральдичний символ міста Підгороднє. Затверженний рішенням сесії міської ради.

## Опис
Щит понижено перетятий лазуровим і зеленим з опуклістю праворуч. У першій частині в лівому верхньому кутку золоте сонце без зображення обличчя, що випускає такі ж різновеликі промені. У другій частині дві вузьких срібних хвилястих балки, нижня вужча. Поверх усього праворуч виходить золота бандура. Щит вписаний у золотий декоративний картуш, увінчаний золотою сільською короною і облямований вінком із золотого колосся, зелених дубових, лаврових і калинових гілок з червоними ягодами, срібної шаблі, перевитих білою стрічкою з червоним вишитим візерунком і написом «1778». Над щитом на пурпуровій стрічці срібний напис «ПІДГОРОДНЕ».

## Історія

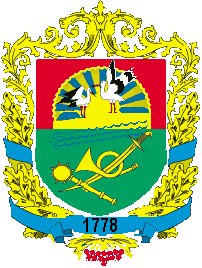
Попередній варіант герба